# Strade nazionali del Sudafrica

Rete delle strade nazionali del Sudafrica

Le strade nazionali del Sudafrica (national routes in inglese e Nasionale Padstelsel in afrikaans) sono una rete di strade che collega tutte le principali città del Sudafrica. Il sistema è stato in gran parte costruito durante il periodo della apartheid negli anni '70, anche se la costruzione di nuove strade continua a tutt'oggi. Il sistema è stato modellato sull'esempio della rete delle Interstate Highway degli Stati Uniti d'America.
Le strade nazionali coprono circa 7.200 km su un totale di circa 362.000 km di strade (fra pavimentate e sterrate).
La gestione e manutenzione delle strade nazionali è affidata alla South African National Roads Agency Ltd (SANRAL), una società governativa fondata nel 1998.
Le strade nazionali sono designate sulle carte con la lettera N seguita da un numero. La segnaletica delle strade nazionali è costituita da una pentagono con una N e il numero della strada all'interno.
Una parte della rete delle strade nazionali è a pedaggio (tra cui alcune sezioni delle strade N1, N2, N3 e N4), anche se la gran parte è attualmente a transito gratuito.

Segnale di indicazione delle strade nazionali (nell'es. la N1)

## Strade nazionali attuali
Le strade nazionali attuali sono 15:
- N1: Città del Capo — Beit Bridge (confine con lo Zimbabwe)
- N2: Città del Capo — Ermelo
- N3: Johannesburg — Durban
- N4: Komatipoort — Skilpadshek (confine con il Mozambico e il Botswana, rispettivamente)
- N5: Winburg — Harrismith
- N6: East London — Bloemfontein
- N7: Città del Capo — Vioolsdrif (confine con la Namibia)
- N8: Upington — Maseru Bridge (confine con Lesotho)
- N9: George — Colesberg
- N10: Port Elizabeth — Nakop (confine con la Namibia)
- N11: Ladysmith — Grobler's Bridge (confine con Botswana)
- N12: George — Witbank
- N14: Springbok, — Pretoria
- N17: Alberton — Oshoek (confine con Swaziland)
- N18: Warrenton — Ramatlabama (confine con Botswana)